# Ximena Navarrete
Jimena Navarrete Rosete (Guadalajara, Jalisco, 22 de febrero de 1988) es una modelo mexicana, ganadora del certamen Miss Universo 2010.

## Biografía
Ximena Navarrete Rosete nació en la ciudad de Guadalajara, capital del estado Mexicano de Jalisco. Sus padres son el dentista Carlos Navarrete (originario de Sahuayo, Michoacán) y Gabriela Rosete y tiene una hermana menor, Mariana Navarrete Rosete, ella comenzó a modelar a nivel local, a la edad de dieciséis años en la Agencia de Modelos de una de sus tías. Sus estudios fueron en el Instituto de la Veracruz hasta la preparatoria que la estudio completa en el Colegio Cervantes Costa Rica, preparatoria marista de renombre en la ciudad de Guadalajara, posteriormente estudió nutrición en la Universidad del Valle de Atemajac, antes de tomar parte en el certamen mundial.

## Carrera de modelo

### Nuestra Belleza Jalisco 2009
La noche del 16 de julio de 2009 se llevó a cabo la final del certamen de belleza estatal en Guadalajara, Jalisco donde Navarrete fue coronada como Nuestra Belleza Jalisco 2009, teniendo así el derecho de estar presente en el certamen nacional de Nuestra Belleza México ese mismo año.

### Nuestra Belleza México 2009
La noche del 20 de septiembre de 2009 se llevó a cabo la final del certamen de belleza nacional en la ciudad de Mérida, Yucatán, donde Karla Carrillo coronó como sucesora a Navarrete como Nuestra Belleza México 2009.
Treinta y cuatro fueron las concursantes que se disputaron la corona nacional, ganada por la representante del Estado de Jalisco por segunda vez consecutivo, obteniendo así el derecho de representar a México en el Miss Universo 2010.
Su reinado como Nuestra Belleza México 2009 finalizó el 25 de septiembre de 2010 en la ciudad de Saltillo en el estado norteño de Coahuila cuando coronó a Karin Ontiveros del estado Jalisco llevándose así por tercera vez consecutiva el título de Nuestra Belleza México 2010.

### Miss Universo 2010
El 23 de agosto de 2010 se llevó a cabo la elección de la nueva Miss Universo en el Hotel y Casino Mandalay Bay en la ciudad de Las Vegas, Nevada, EUA., donde la representante mexicana logró el triunfo con un vestido color rojo del diseñador mexicano Benito Santos, así como aretes plata y verde  en juego con una pulsera roja con plata para completar los colores de la bandera de su país natal México, la elección de su vestido fue con motivo del 200.º aniversario de la Independencia de su país.
Navarrete fue la representante de la Organización de Miss Universo y por un año viajó alrededor del mundo,  13 países: España, Indonesia, México en tres ocasiones, China, Francia, India, Rusia, República Dominicana, Puerto Rico, Panamá, Tailandia, Brasil, Guatemala, Chile
También cómo parte de uno de los premios que recibió es un curso de dos años en The NY Film Academy valorado en 100 mil dólares y un apartamento en Nueva York con todos los gastos pagados hasta terminar su reinado. Navarrete tuvo un año de reinado viajando alrededor del mundo promoviendo causas humanitarias y la educación para prevenir el VIH/sida.
Sus actividades como la nueva embajadora de la belleza universal comenzaron desde el preciso instante en que fue coronada en Las Vegas, las cuales incluyeron entrevistas con medios de comunicación de todo el mundo, sesiones fotográficas y diversas recepciones. Posteriormente viajó a Nueva York, Estados Unidos, ciudad donde se instaló y donde permaneció por un año para cumplir con compromisos inherentes a su reinado. En la misma ciudad fue entrevistada por CNN en Español, Acceso Total, también "NBC's Today Show", "Fox & Friends", "Al Rojo Vivo", "Wendy Williams Show", entre otros.
A poco menos de 4 días de haberse coronado como Miss Universo 2010, hizo su primer viaje oficial y fue la invitada especial del programa La Noria de Telecinco en España.
El 10 de septiembre de 2010 asiste al Fashion Award Benefit Luncheon en el Avery Fisher Hall del Lincoln Center y más tarde estuvo presente en el Fashion's Night de Roberto Cavalli en Nueva York.
El 12 de septiembre asiste al US Open acompañada de Ivanka Trump donde la meteorología acabó por ser protagonista de la final, la intensa lluvia obligó a la organización del torneo a trasladar el partido al día siguiente.
El 13 de septiembre de 2010 fue recibida por los medios de comunicación, ante quienes posó brevemente. La Miss Universo fue escoltada por elementos de seguridad privada y de la Policía Federal y en un convoy de cuatro vehículos se dirigió a descansar para conceder una pequeña entrevista en su hotel, posteriormente fue nuevamente entrevistada, pero esta vez por Joaquín López-Dóriga en Televisa. La Miss Universo también se entrevistó en Los Pinos con el presidente de México, Felipe Calderón. En los posteriores días de su estadía en México su agenda incluía actos públicos en torno al Bicentenario de la Independencia de México, cenas y actividades caritativas. El 25 de septiembre coronó a Karin Ontiveros como Nuestra Belleza México 2010.
El 5 de octubre viajó a Yakarta, Indonesia para asistir en días posteriores a la coronación de la chica que representará a aquel país en el Miss Universo 2011. El 9 de octubre corona a Nadine Dewi como Miss Indonesia 2010. El Hotel Ritz Carlton organizó un evento de caridad con la presencia de Jimena. La Miss Universo también tuvo la oportunidad de visitar un hospital de niños que tienen cáncer. El 14 de octubre viajó a Surabaya acompañada de Nadine Dewi, Miss Indonesia 2010 donde estuvo presente en numerosos eventos benéficos.
Luego de su paso por China, Miss Universo se irá de gira a Japón, donde seguirá con sus labores de educación para prevenir el VIH y el sida.
El 12 de septiembre de 2011 se despidió de su reinado como Miss Universo, al coronar a su sucesora Leila Lopes, de Angola, como Miss Universo 2011 en São Paulo, Brasil.
Paula Shugart, presidenta de la organización, le regaló un collar, con una equis, de Ximena, con una nota que decía: «Para la mejor Miss Universo que hemos tenido. Con mucho cariño, te vamos a extrañar».
El 19 de abril de 2012 la Ex-Miss Universo volvió a usar la corona después de su reinado (sin importar que Leila Lopes fuera la Miss Universo 2011), en el lanzamiento oficial del perfume Success, a petición de Donald Trump durante su visita a Nueva York. El magnate señaló durante la presentación: «Desde el principio tuve claro quién sería la imagen, Jimena Navarrete es una mujer que llama la atención, algo fundamental en todo lo que hago. Esto se extiende a la elección de un gran aroma que destila sofisticación y confianza, algo que también provoca ella [...]».
Jimena Navarrete es portavoz de L'Oréal Paris desde 2011, ha sido imagen oficial de Old Navy y ha hecho un sinfín de portadas de revistas tales como GQ, InStyle, Vanidades, People en Español en Estados Unidos, etc. El 19 de diciembre de 2012, participó como jurado del concurso de belleza de "Miss Universo 2012".

## Carrera
Presentó los Premios TVyNovelas (México) junto a Alan Tacher y Jacqueline Bracamontes el 26 de febrero de 2012, ceremonia transmitida en vivo desde Acapulco, Guerrero.
Días más tarde (el 29 de febrero), presentó el homenaje a El chavo del ocho en el Auditorio Nacional de México junto a Marco Antonio Regil y Thalía, ceremonia que logró juntar a grandes personalidades como Juan Gabriel, Jacobo Zabludovsky, Xavier López "Chabelo", Armando Manzanero, Thalía, entre otros. Se transmitió el 11 de marzo de 2012 por el Canal de las Estrellas. Asimismo presentó el evento de Los 150 años de La Batalla de Puebla "Orgullo de México".
En agosto de 2012 participa junto con Carlos Loret de Mola y Víctor Trujillo alias el Brozo en Primero Londres como parte de la cobertura de Televisa en la transmisión de los Juegos Olímpicos de Londres 2012. En septiembre de ese año, conduce junto a Alan Tacher el certamen de Nuestra Belleza México 2012.
En 2013 el productor Salvador Mejía Alejandre le da la oportunidad de protagonizar la telenovela La tempestad, donde compartió créditos al lado de William Levy, Daniela Romo e  Iván Sánchez.
Además de ser la segunda Miss Universo mexicana, es la imagen de varias marcas mexicanas como C&A pero también internacionales como L'Oréal. Del mismo modo es la cara del diseñador mexicano Benito Santos, siendo portada y principal modelo de sus colecciones de novias.

## Vida personal
El 21 de agosto de 2016, anunció su compromiso matrimonial con el empresario y político mexicano Juan Carlos Valladares Eichelmann y se casaron el 1 de abril de 2017, en la capilla del Colegio de las Vizcaínas.[cita requerida] El 6 de agosto de 2018, anunció su primer embarazo. El 28 de agosto, reveló que había sufrido un aborto espontáneo y años más tarde compartió que este se debió a una trisomía 9. El 24 de junio de 2021, anunció que estaba embarazada nuevamente. El 3 de julio, reveló que tendría una niña y el 8 de diciembre, nació Ximena en San Luis Potosí, México; lugar de residencia de la pareja, siendo bautizada en abril de 2022. El 20 de octubre de ese año, anunció que estaba embarazada de nuevo. El 25 de octubre, reveló que tendría un varón y el 31 de marzo de 2023, nació en el Hospital Lomas de San Luis Potosí; su segundo hijo, Juan Carlos; quien fue bautizado en diciembre de ese mismo año, siendo su padrino Sergio Pérez.El 20 de noviembre de 2024, anunció que estaba nuevamente embarazada. El 10 de diciembre, reveló que tendría otro varón y el 20 de mayo de 2025, nació Santiago.

## Filmografía
| Programas   | Programas                        | Programas                                          |
| Año         | Producción                       | Personaje                                          |
| ----------- | -------------------------------- | -------------------------------------------------- |
| 2011        | Miss Universo 2011               | Miss Universo (saliente)                           |
| 2012        | Nuestra Belleza México 2012      | Presentadora en Acapulco                           |
| 2012        | Miss Universo 2012               | Jurado del evento                                  |
| 2012        | América celebra a Chespirito     | Presentadora                                       |
| 2012        | Premios TVyNovelas (México) 2012 | Conductora                                         |
| 2014        | Nuestra Belleza México 2014      | Presentadora en Jojutla                            |
| 2022        | Mexicana Universal               | Presentadora                                       |
| 2023        | Miss Universo 2022               | Jurado del evento                                  |
| Telenovelas |                                  |                                                    |
| Año         | Producción                       | Personaje                                          |
| 2013        | La tempestad                     | Marina Reverte Artigas / Magdalena Reverte Artigas |
| Películas   |                                  |                                                    |
| Año         | Producción                       | Personaje                                          |
| 2019        | 108 Costuras                     | Gabriela / Gaby                                    |

## Premios y nominaciones
| Año  | Premiación        | Categoría                   | Trabajo nominado | Resultados |
| ---- | ----------------- | --------------------------- | ---------------- | ---------- |
| 2013 | People en Español | Mejor nuevo talento         | La tempestad     | Ganadora   |
| 2014 | Premios Juventud  | Chica que me quita el sueño | La tempestad     | Nominada   |